# Operacja Czerwone Jerycho
Operacja Czerwone Jerycho (wydana 5 września 2005) – jest to książka oparta na dokumentach znalezionych w archiwum znajdującym się pod domem praciotki autora tej powieści - Joshua Mowlla.

## Opis treści
Akcja rozgrywa się w 1920 roku od 2 kwietnia do czerwca. Głównymi bohaterami książki są Rebeka i Doug MacKenzie - młodzi nastolatkowie, których rodzice zaginęli i od tego czasu żyją ze swoimi krewnymi. Po wyrzuceniu z domu ciotki buntownicze rodzeństwo zostało przekazane w ręce swego wuja Flitzroya MacKenziego kapitana Expedienta. Życie na statku zainteresowało młodzieńców ale też dało im świadomość, że jakiś sekret jest ukryty przed nimi - potężna substancja nazwana Zoridium. Wygląda ona jak piasek bądź proch, ale z siłą przewyższającą dziesięciokrotne. Następnie rodzeństwo odkrywa, że tzw. Zoridium nazywa się Córką Słońca i jest strzeżone przez starożytnych strażników, którzy wraz z organizacją Honorowa Gildia Specjalistów (HGS) próbują od wieków odkryć tajemnicę tej substancji. Nasi bohaterowie chętnie, by odgadli tę tajemnicę ale to nie jest na razie ich główny cel. Najpierw muszą odzyskać Córkę Słońca skradzioną przez krwiożerczego pirata Sheng-Fata, który zbudował kilkadziesiąt torped z tą substancją. Po drodze jest wiele trudności takich, jak piraci, pułapki, fortece ale przede wszystkim tajemnice. Pod koniec wszystkiego rodzeństwo dowiaduje się o jeszcze większej tajemnicy.